# Aneta Szczepańska
Aneta Maria Szczepańska (ur. 20 sierpnia 1974 we Włocławku) – polska judoczka, wychowanka klubu Zryw (OSiR WTJ) i (od 1999 r.) MKS Olimpijczyk Włocławek. Srebrna medalistka z igrzysk olimpijskich w Atlancie w 1996 – w pojedynku finałowym przegrała z południowokoreańską zawodniczką Cho Min-Sun.
Wielokrotna mistrzyni kraju. W styczniu 2010 podjęła decyzję o zakończeniu kariery zawodniczej. Następnie została trenerką judo w klubie MKS Olimpijczyk.

## Osiągnięcia

### Igrzyska olimpijskie
| Igrzyska olimpijskie | Data          | Kategoria | Miejsce |
| -------------------- | ------------- | --------- | ------- |
| Atlanta 1996         | 22 lipca 1996 | do 66 kg  |         |

### Mistrzostwa świata
- 1995 Makuhari –  brąz – do 66 kg

### Mistrzostwa Europy
- 2004 Bukareszt –  srebro – do 63 kg

## Odznaczenia
- Krzyż Kawalerski Orderu Odrodzenia Polski (27 lutego 2010, za wybitne osiągnięcia sportowe, została odznaczona przez Prezydenta RP Lecha Kaczyńskiego)[2].
- Złoty Krzyż Zasługi (2 września 1996, za wybitne osiągnięcia sportowe)[3]